# George Nares
George Strong Nares (Llansenseld, 24 aprile 1831 – Kingston upon Thames, 15 gennaio 1915) è stato un navigatore, ammiraglio ed esploratore polare britannico.
Venne nominato cavaliere dell'Ordine del Bagno.

## Biografia
George Strong Nares era il terzo dei sei figli di William Henry Nares (1788/9-1867), comandante della Royal Navy e della sua prima moglie, Elizabeth Rebecca Gould (1796/7-1836) originaria di Redbourn, Hertfordshire.
Sì arruolò in marina nel 1845 provenendo dalla Royal Naval School di New Cross, un collegio militare per figli di ufficiali di marina. Dopo un periodo trascorso come cadetto sulla nave HMS Canopus, Nares, dal 1848 al 1851 prestò servizio sulla HMS Havannah all'epoca distaccata Australia sulla quale si distinse per il salvataggio di un uomo caduto in mare. Nel 1852 frequentò il Royal Naval College a Portsmouth e superò gli esami per diventare tenente, alla ricerca di un'assegnazione, George Henry Richards, passeggero sulla Havannah, idrografo e futuro ammiraglio della Royal Navy, gli suggerì di candidarsi per la spedizione di ricerca di Sir John Franklin organizzata da Edward Belcher.
La spedizione di Belcher fu l'ultima e la più grande organizzata dall'Ammiragliato alla ricerca di Sir John Franklin, l'incarico di Nares fu quello di secondo ufficiale a bordo della HMS Resolute, comandata da Henry Kellett, era una delle cinque imbarcazioni che facevano parte della spedizione.
Rientrato in patria venne nominato tenente nel 1854. Nel 1855, mentre era in corso la guerra in Crimea, era a bordo della HMS Glatton che dal Mar Mediterraneo entrò nel Mar Nero a ostilità ormai terminate.
Nel 1858 sposò Mary Grant, figlia maggiore di un banchiere di Portsmouth. Nel 1862 venne promosso comandante e nel settembre 1863 assunse il comando della nave scuola HMS Boscawen. Scrisse un manuale di formazione per giovani ufficiali intitolato The Naval Cadet's Guide che fu per anni un importante testo di riferimento della marina britannica.
Nel 1865 fu al comando della HMS Salamander in Australia e poi della HMS Newport nel Mediterraneo dove presenziò all'apertura del canale di Suez. Nell'affollamento per entrare nel canale il gruppo di imbarcazioni britanniche seguiva quello francese. Nares manovrò nottetempo e posizionò la Newport davanti all'imboccatura del canale e davanti all'imbarcazione francese L'Aigle che avrebbe dovuto passare per prima. I francesi, ovviamente indispettiti, protestarono con l'Ammiragliato e la bravata costò a Nares un richiamo ufficiale, anche se l'azione suscitò in realtà in patria grande ammirazione.
Nel 1871 al comando della HMS Shearwater accompagnò William Benjamin Carpenter in una spedizione nel Mediterraneo nel corso della quale Carpenter fu in grado di dimostrare che le differenze di temperatura e salinità potevano dare luogo a correnti marine. Gli studi di Carpenter convinsero l'Ammiragliato a organizzare una spedizione nell'antartico per approfondire l'argomento, la conduzione scientifica venne assegnata a Charles Wyville Thompson.

## La spedizione Challenger
La HMS Challenger lasciò il porto di Portsmouth il 21 dicembre del 1872. La spedizione aveva scopi prettamente scientifici, l'obiettivo era infatti quello di compiere una circumnavigazione completa della Terra per raccogliere reperti, effettuare ricerche in acque profonde e raccogliere dati sulle forme di vita degli oceani.
La spedizione spedizione Challenger trascorse un anno nell'oceano Atlantico per dirigersi nel 1874 nell'Oceano Indiano dove toccò le isole del Principe Edoardo, le isole Kerguelen e le isole Heard.
La spedizione Challenger viene considerata una pietra miliare dell'oceanografia, nel corso della navigazione furono infatti raccolte rocro analizzati per decenni da scienziati di tutto il mondo. Nares non arrivò alla fine della spedizione, venne richiamato in patria nel 1874 perché gli venne affidato il comando di un'altra spedizione scientifica.

## LaBritish arctic expedition
La British Arctic Expedition del 1875–76 aveva come obiettivo il raggiungimento del Polo nord via terra, il comando fu affidato a Nares, facevano parte della spedizione la HMS Alert comandata da Nares e la HMS Discovery con al comando Henry Frederick Stephenson.
La Alert raggiunse la latitudine più settentrionale mai raggiunta da un'imbarcazione e una delle spedizioni via terra guidata da Albert Hastings Markham arrivò alla latitudine più settentrionale mai raggiunta via terra (83°20'26" N). La spedizione non raggiunse il suo obiettivo ma furono estesamente esplorate le coste dell'isola di Ellesmere e della Groenlandia e furono raccolti dati scientifici in grande quantità. Nares fu il primo a percorrere il canale tra l'isola di Ellesmere e la Groenlandia che porta al mare di Lincoln e chiamato in seguito proprio stretto di Nares. La spedizione venne interrotta nell'estate del 1876, Nares si rese conto che l'equipaggiamento inadeguato e il cattivo stato di salute degli uomini afflitti dallo scorbuto non avrebbe permesso di trascorrere un altro inverno nell'Artico.
Nel 1875 divenne membro della Royal Society e al suo ritorno dall'artico fu nominato cavaliere dell'Ordine del Bagno e gli venne conferita la medaglia d'oro della Royal Geographical Society e della Société de Géographie di Parigi.
Nel 1887 venne promosso contrammiraglio e nel 1892 ammiraglio.
Nares morì il 15 gennaio 1915 a Kingston upon Thames, nel Surrey, lasciando moglie e nove figli. Due dei suoi figli entrarono in marina, il tenente George Edward Nares morì nel 1905; il viceammiraglio John Dodd Nares (1877–1957), fu idrografo della marina britannica e poi direttore dell'Ufficio idrografico internazionale a Monaco.

## Pubblicazioni
- 1860 - The Naval Cadet's Guide, or Seaman's Companion, Portsea
- 1878 - Narrative of a Voyage to the Polar Sea during 1875-6 H.M. Ships "Alert" and "Discovery", Londra, Sampson, Low, Searle & Rivington

## Luoghi geografici con il nome Nares
- Nares harbour sull'isola di Manus (Isole dell'Ammiragliato), Papua Nuova Guinea
- Stretto di Nares, tra la Groenlandia settentrionale e l'isola di Ellesmere
- L'isola di Nares, nella Groenlandia settentrionale
- Mount Nares, una vetta della catena delle Churchill Mountains nella terra della regina Victoria  in Antartide
- County of Nares, una divisione territoriale nel Queensland in Australia
- Il fiume Nares, il monte Nares e il lago Nares, tutti nello Yukon (Canada)
- La piana abissale di Nares, il punto più profondo dell'Oceano Atlantico